# 王恂 (晋)
王 恂（おう じゅん、生年不詳 - 278年）は、中国西晋の外戚。王元姫の弟にあたる。字は良夫。本貫は東海郡郯県。

## 経歴
王粛の子として生まれた。文章の解釈に広く通じ、朝廷にあっては忠実公正であった。河南尹に累進し、二学を建て、五経の学問を尊んだ。鬲県令の袁毅が駿馬を贈ろうとしたことがあったが、王恂は受け取らなかった。袁毅が失脚すると、袁毅から賄賂を受けていた者たちはみな左遷されたが、王恂は受け取っていなかったために免れた。魏のとき、公卿以下に穀物や牛や客戸を支給していた。のちには小人たちが労役の負担を嫌がり、多くは客を作って楽をしようとして、貴族や勢族の一門は百を数える客を所有していた。また太原の諸部では匈奴や胡人を田客としており、多い者は数千に及んだ。武帝が皇帝に即位すると、募客の禁令が出されたが、王恂は厳しく取り締まったため、部下に禁令を犯す者を出さなかった。咸寧4年（278年）、王恂は死去した。車騎将軍の位を追贈された。

## 伝記資料
- 『晋書』巻93 列伝第63